# Zdzisław Ludwiczak
Zdzisław Jan Ludwiczak (ur. 1 listopada 1929 w Poznaniu, zm. 13 marca 2021 w Warszawie) – polski dyplomata, nauczyciel akademicki, chargé d’affaires PRL w Stanach Zjednoczonych (1982–1988).

## Życiorys
Ukończył studia magisterskie w zakresie międzynarodowych stosunków gospodarczych w Wyższej Szkoły Ekonomicznej w Poznaniu (1954). Kształcił się także w Szkole Głównej Służby Zagranicznej (1955), Wyższej Szkoły Nauk Społecznych przy KC PZPR (1979).
Od 1954 pracował w Ministerstwie Spraw Zagranicznych, m.in. w Stałym Przedstawicielstwie PRL przy ONZ w Nowym Jorku jako zastępca przedstawiciela Polski w Radzie Bezpieczeństwa ONZ (1970–1971), zastępca dyrektora Gabinetu Ministra (1979–1981). Był I sekretarzem Ambasady RP w Waszyngtonie w drugiej połowie lat 60. Po opuszczeniu Ambasady przez Romualda Spasowskiego, 7 stycznia 1982 objął kierownictwo placówki i reprezentował PRL w Stanach Zjednoczonych jako chargé d’affaires. Pełnił funkcję do marca 1988.
Odznaczony Krzyżem Oficerskim Orderu Odrodzenia Polski.
Syn Jana i Józefy. Mąż Zofii Ludwiczak. Ojciec Sergiusza Ludwiczaka. Pochowany na Cmentarzu Wojskowym na Powązkach (kwatera HII-8-9).